# Solenochalcidia insolita
Solenochalcidia insolita är en stekelart som först beskrevs av Walker 1871.  Solenochalcidia insolita ingår i släktet Solenochalcidia och familjen bredlårsteklar. Inga underarter finns listade i Catalogue of Life.